# スフィンクスの謎を解くオイディプス
『スフィンクスの謎を解くオイディプス』（スフィンクスのなぞをとくオイディプス、仏: Oedipe explique l'énigme du sphinx, 英: Oedipus explains the riddle of the Sphinx）あるいは『オイディプスとスフィンクス』（仏: Œdipe et le Sphinx, 英: Oedipus and the Sphinx）は、フランス新古典主義の画家ドミニク・アングルが1808年に制作した神話画である。油彩。主題はギリシア神話の怪物スフィンクスを退治するオイディプスの物語から取られている。『浴女』（La Grande Baigneuse）、『ユピテルとテティス』（Jupiter et Thétis）とともに、ローマ留学時代に制作された初期の作品で、オルレアン公爵フェルディナン・フィリップによって購入された。怪物と英雄の問答の中に恐怖と美の対立を描き出した本作品は、アングル以降の画家に大きな影響を与えることとなった。現在はパリのルーヴル美術館に所蔵されている。また本作品のヴァリアントがロンドンのナショナル・ギャラリーとアメリカ合衆国メリーランド州ボルチモアのウォルターズ美術館に所蔵されている。

## 主題
コリントスの王宮で育てられたテーバイの王子オイディプスは、デルポイで自分の父を殺し母との間に子を生むという神託を受けた。そのためオイディプスは神託の成就を恐れ、コリントスに帰国せずにテーバイへ向かった。その途上の山中の隘路で出会った老人と道を譲るかどうかで争いとなり、その老人を父親とは知らずに殺してしまった。その後テーバイを苦しめるスフィンクスに遭遇すると、有名な「1つの声で、4本足、2本足、3本足になるものとは何？」という謎々を解き、「人間である、赤ん坊の時は4本足、大人になると2本足、老人になると3本目の支えである杖を得る」と答えた。するとスフィンクスは屈辱のあまり岩に身を投げて自死した。

## 制作経緯

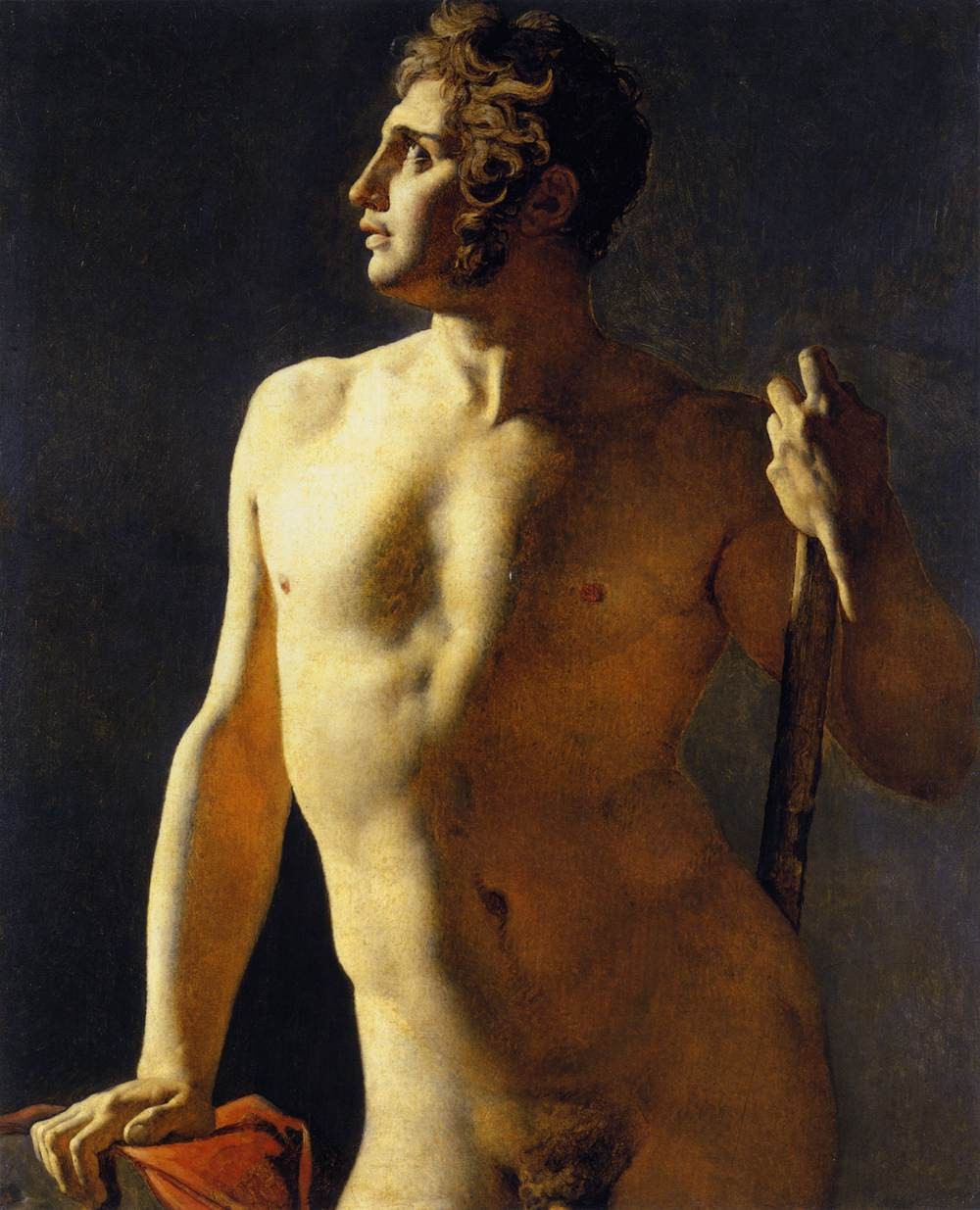
アングルの裸体習作『男のトルソ』。1800年。パリ国立高等美術学校所蔵。

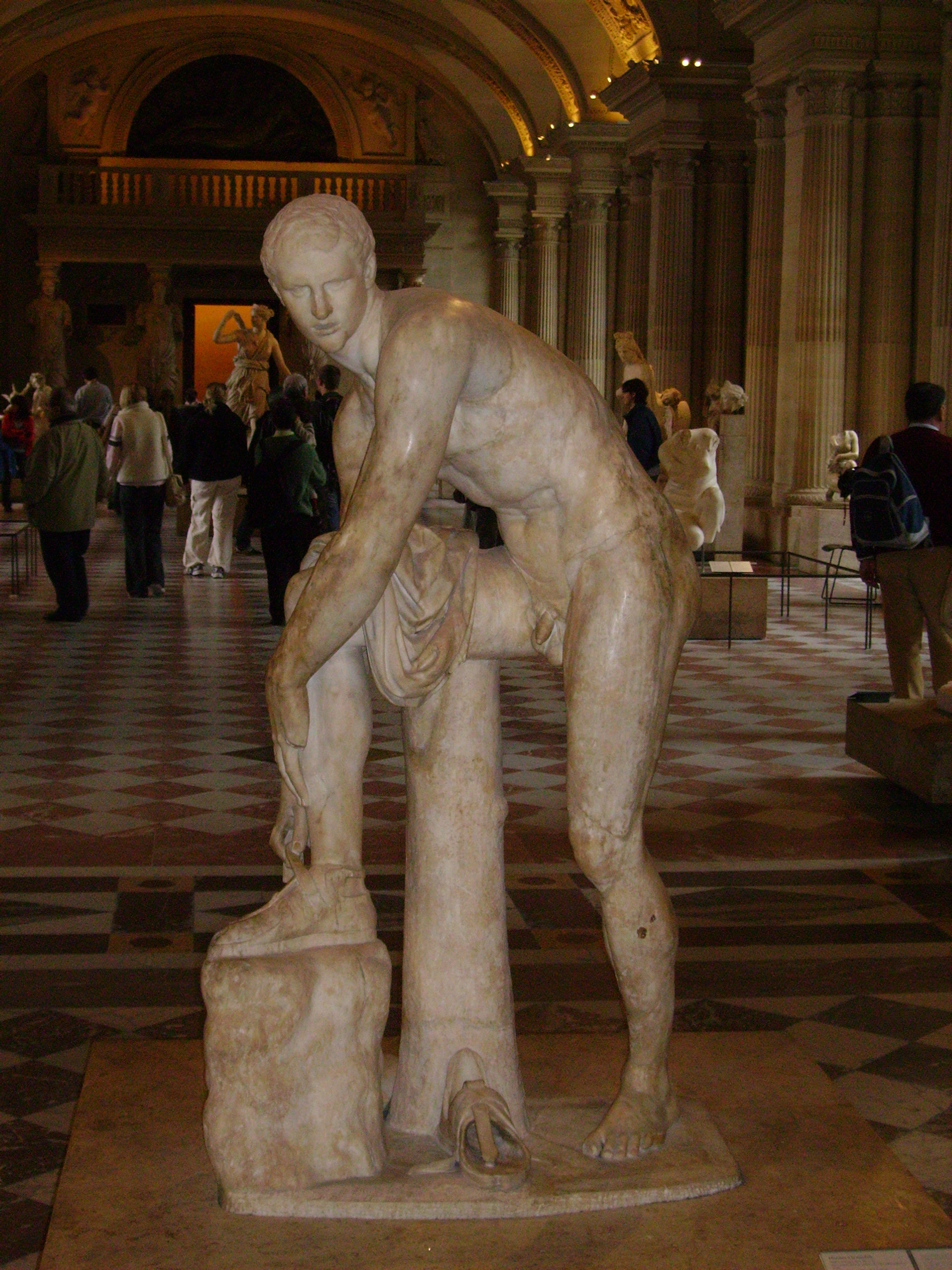
古代彫刻『サンダルを履くヘルメス』。ルーヴル美術館所蔵。

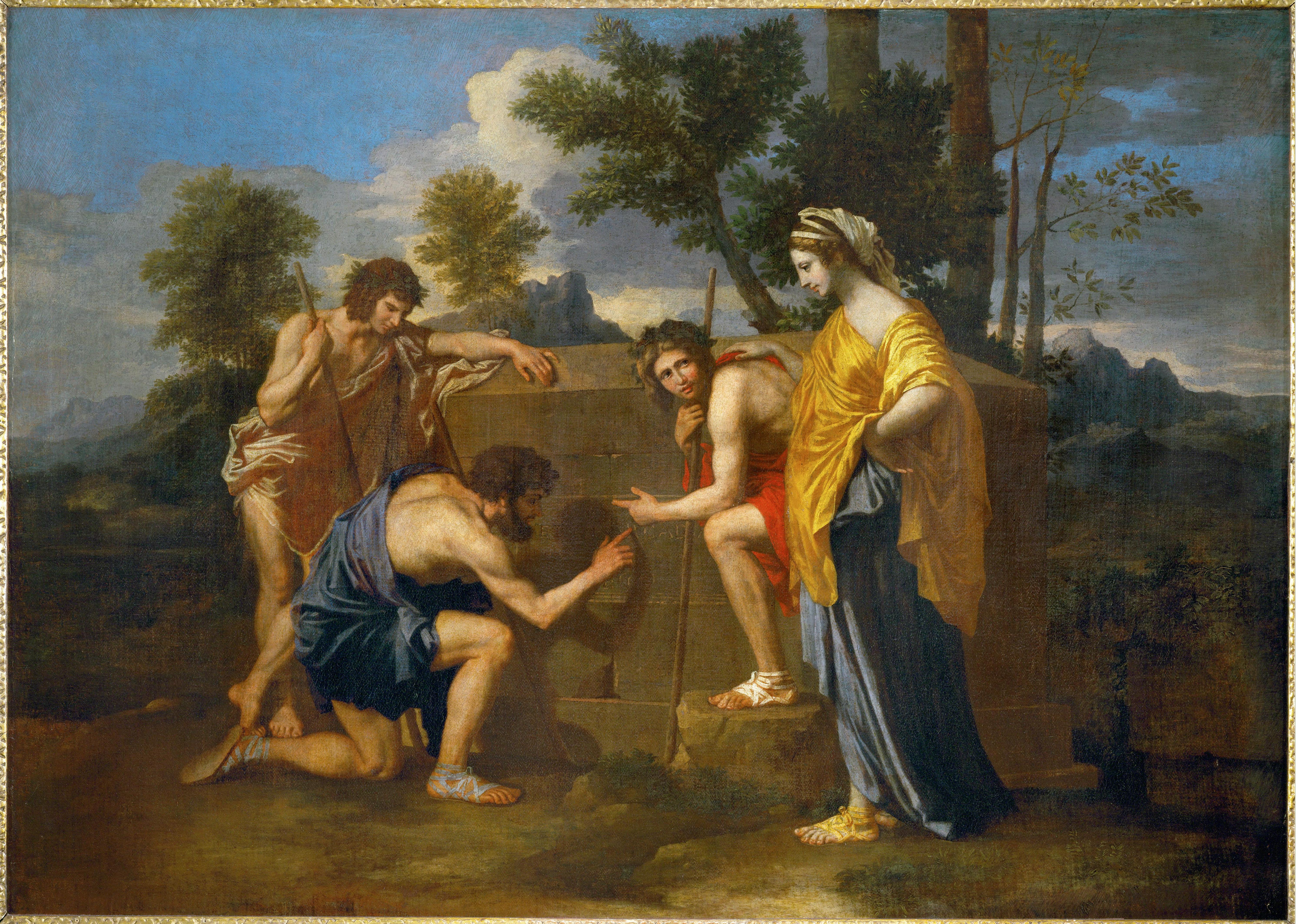
ニコラ・プッサンの『アルカディアの牧人』。1637年から1638年。ルーヴル美術館所蔵。

1801年の『アキレウスの陣営を訪れたアガメムノンの使者』（Les ambassadeurs d Agamemnon dans la tente d Achille）でローマ大賞を受賞したアングルは1806年からローマのフランス・アカデミーに留学した。これらのローマ大賞受賞者たちはローマ留学の権利を得ると同時に、留学の成果を示すための作品を制作することが義務づけられていた。本作品はそのためにフランスの美術アカデミーに提出された作品の1つである。当初、アングルは最初の提出作品の主題を何にするか長い間迷っていた。裸体画であることは決まっており、「ピュグマイオイに取り巻かれたヘラクレス」の構想を練っていたが、最終的に「スフィンクスの謎を解くオイディプス」とした。この主題は先例が少なく、アカデミックな訓練の一環であったとはいえ歴史画の主題の開拓を試みるアングルの熱意が表れている。

## 作品
アングルは怪物スフィンクスと対峙する若き英雄オイディプスを描いている。場面は今まさにオイディプスがスフィンクスの謎々を解こうと思いを巡らせているところである。裸のオイディプスは真横の角度で立っており、左足を岩の上に置いてさらに肘を膝の上に乗せている。スフィンクスが住処としている洞窟は山間の険しい谷間にあり、オイディプスの視線の先に洞窟の内部から現れたスフィンクスの横顔が見える。スフィンクスは美しい女の横顔と鳥の翼、ライオンの前足と胴体を持ち、オイディプスは怪物に対して左手の人差し指を向けている。オイディプスは2本の槍を携えているが、彼の右手はいつでも槍をつかんで怪物を攻撃できるような余裕を示している。赤い布片が右肩から背中を滑り落ちて左の太股の上に乗り、股の間に落ちている。画面左下にはスフィンクスの犠牲となった人間の足の裏や人骨が見え、画面右下には洞窟の入口から逃げ出す従者の姿がある。さらに遠景にはテーバイの都市の風景が見える。
この『スフィンクスの謎を解くオイディプス』はすでにアングル初期作品の近代性と古典的な表現の探求が表れている。複雑なポーズは錯綜する線によって構築され、幾何学的である。
アングルは画面にスフィンクスやその犠牲者という陰鬱で恐ろしげな細部を描きつつ、若きオイディプスの堂々とした姿でバランスをとっている。オイディプスの肉体はスフィンクスの問いかけに打ち勝つ叡智を持つに相応しい気高さを備えており、非合理と醜に対する理性と美の力を主張している。オイディプスの理想化された横顔は男性の裸体習作『男のトルソ』（Torse ou demi）を思わせ、スフィンクスに対して静かに、しかし断固とした態度で対峙している。
1827年にアングルは再び本作品に手を加え、その年のサロンに出展した。

### 図像的源泉
アングルが使用したオイディプスとスフィンクスの横顔や絵画の大部分で見られる浅い空間は、古典的な帯状装飾や古代ギリシアの壺絵を思わせる。実際にアングルは本作品以降の歴史画において、古代の彫刻、ニコラ・プッサン、モデルに基づくデッサン、古代の壺絵の研究を古典的な芸術様式の源泉として利用し、独創的かつ個性的に統合した。
たとえば本作品は生身のモデルを描くことを重視したジャック＝ルイ・ダヴィッド以来の伝統ではなく、古代芸術をモデルとした男性裸体像を提示している。アングルはオイディプスの人物像をアカデミーの規則に従って生身のモデルに基づいて描いたが、ポーズそのものはルーヴル美術館に所蔵されている古代彫刻『サンダルを履くヘルメス』に触発されている。またオイディプスの身体はニコラ・プッサンが『アルカディアの牧人』（Les Bergers d'Arcadie）で再創造した古典的類型を思わせ、幾何学的な形の配置と調和に則って表現されている。美術史家ロバート・ローゼンブラムは上半身や、手足、槍によって構成された三角形や垂直線のパターンは、岩の多い山道や、砕けた岩、スフィンクスの奇怪な肉体の非合理性を超越し、それ自体で自足しているかのようだと述べている。

### 加筆
フランス・アカデミーの審査委員は本作品の緻密なデッサン、的確な輪郭線、手の繊細な表現を称賛する一方で、その色彩や光の扱いあるいは平面化されたオイディプスの肉体については難色を示した。そこでアングルは1827年に再び本作品に手を加えてサロンに出展した。アングルはキャンバスを拡張して、スフィンクスの存在感を大きくし、画面右下背景にはニコラ・プッサンに着想した怯えて逃げる男を追加した。さらにスフィンクスや遠景の細部を描き込んだ。このように絵画の物語性を強化しつつ、影を強くし、色彩に暖かみを加えることで、留学の課題として制作された作品を真の歴史画へと昇華させた。

## 来歴
完成した絵画は1808年にローマからパリに送られた。その後、1827年のサロンから2年後の1829年にオルレアン公爵フェルディナン・フィリップによって購入された。フェルディナン・フィリップ死後の1853年、未亡人となったオルレアン公爵夫人エレーヌ・ド・メクランブール＝シュウェランは絵画を売りに出し、政治家タネギー・デュシャテル伯爵によって購入された。1855年にはアングルとウジェーヌ・ドラクロワの回顧展が開かれたパリ万国博覧会で展示された。1878年、デュシャテル伯爵夫人エグレ・ロザリー（Eglé Rosalie）によってルーヴル美術館に遺贈された。

## 他のバージョン

### ナショナル・ギャラリー版

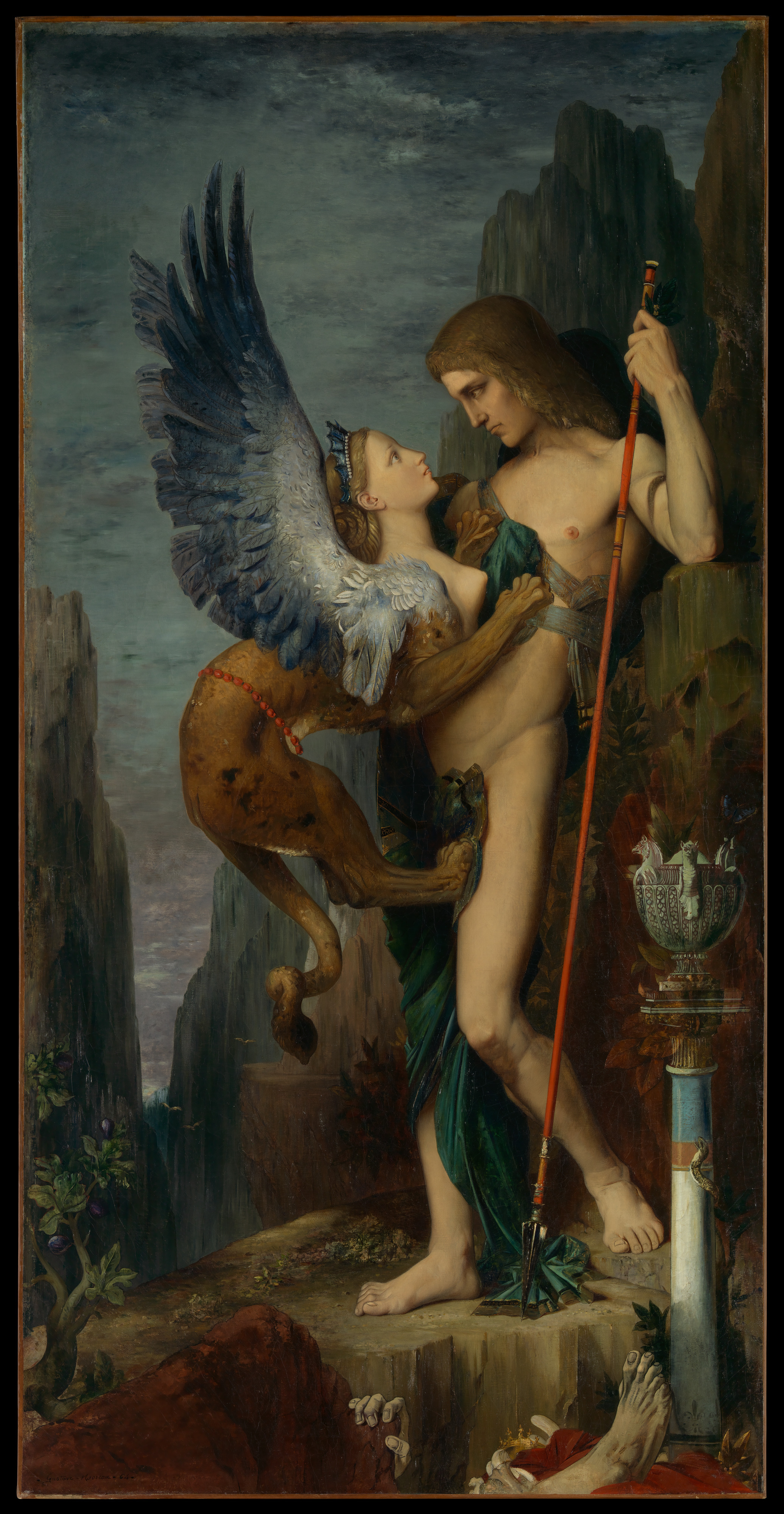
ギュスターヴ・モローの『オイディプスとスフィンクス』。1864年。ニューヨークのメトロポリタン美術館所蔵。

本作品のより小型のバージョンで、1826年頃に制作された。このバージョンでは構図にいくつかの変更が加えられている。スフィンクスは洞窟の中で寝そべり、また背景を支配していた険しい断崖は大きく縮小され、開けた空間となっている。かつて印象派の画家エドガー・ドガが所有していた作品で、ドガは1890年代半ばにこのバージョンを購入した。ドガが死去した翌年の1918年にナショナル・ギャラリーによって購入された。

### ウォルターズ美術館版
1864年にフランス第二帝政時代の実業家・起業家エミール・ペレールの依頼によって制作された。この作品では本作品の図像は左右反転し、またオイディプスの身振りにも若干の変更が加えられている。その後、絵画は実業家・美術品収集家ウジェーヌ・スクレタン、弁護士・美術品収集家ポール・アルテュール・シェラミー（Paul Arthur Chéramy）の手に渡り、ポール・アルテュール・シェラミーが1908年に競売にかけた際に、美術商ディクラン・ケレキアンを代理人としたボルチモアの美術収集家ヘンリー・ウォルターズによって購入された。ヘンリー・ウォルターの死後、絵画は1934年にウォルターズ美術館の前身であるウォルターズ・アート・ギャラリー（Walters Art Gallery）に収蔵された。

## 影響
アングルが『スフィンクスの謎を解くオイディプス』を描く以前はオイディプスの主題はほとんど見られなかったが、本作品が登場したことにより後の画家たちもこの主題に注目するようになった。特に有名な影響として挙げられるのは象徴主義の画家ギュスターヴ・モローの1864年の作品『オイディプスとスフィンクス』（Œdipe et le Sphinx）であろう。一見すると両作品は構図的に一致している点は少なく見えるが、それはモローがアングルの作品を意識して独自性の強い構図を模索したことによる。しかしオイディプスの足元に犠牲者の遺体が見えるなどの細部はアングルの影響を示すものとして指摘できる。もっとも、アングル以降の作品では、アングルが古典的厳格さのために追求しようとしなかった恐怖と美の対立に潜む病的側面に強く魅了されていることもまた指摘されている。

## ギャラリー

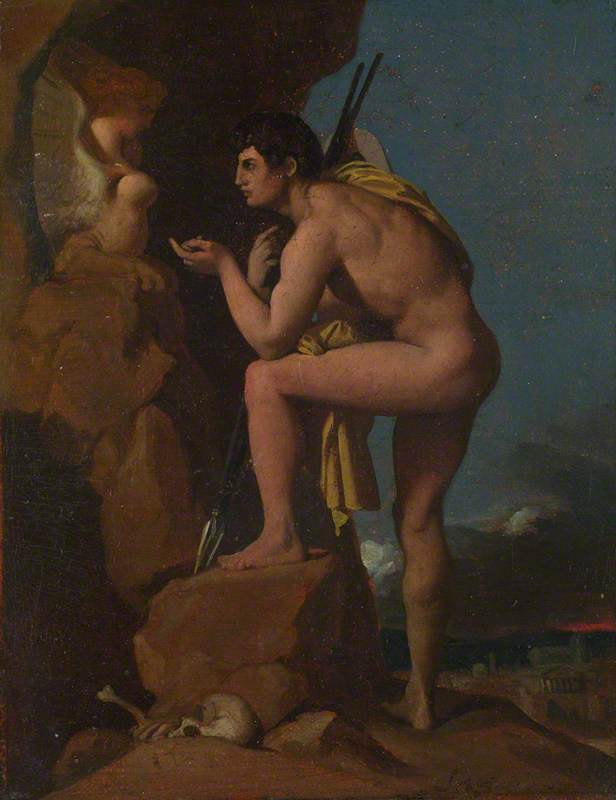
ロンドン・ナショナル・ギャラリーのバージョン 1826年頃
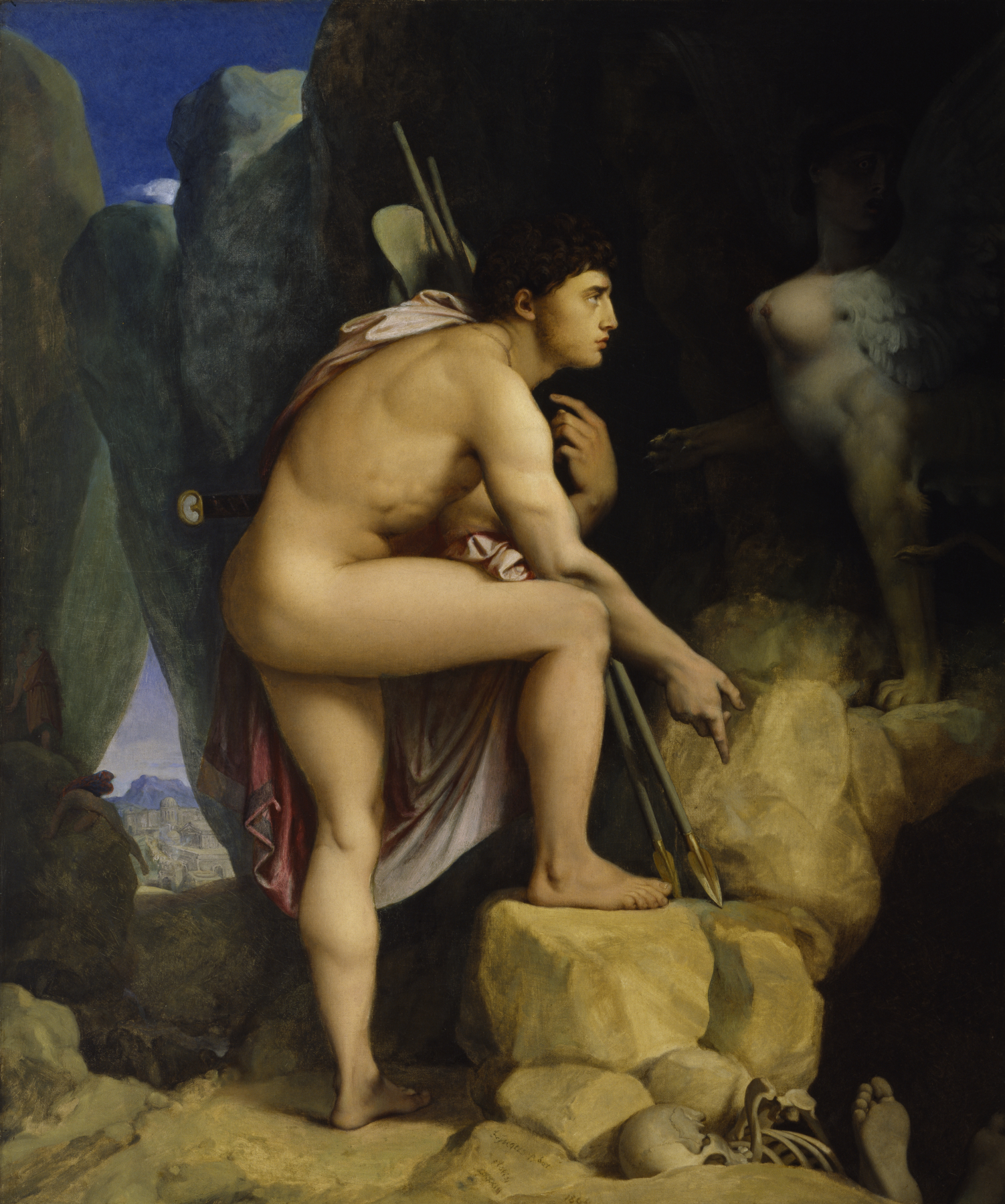
ウォルターズ美術館のバージョン 1864年